# 島根県道289号久利五十猛停車場線
島根県道289号久利五十猛停車場線（しまねけんどう289ごう くりいそたけていしゃじょうせん）は、島根県大田市を通る一般県道である。

## 概要
大田市久利町久利から大田市五十猛町に至る。

### 路線データ
- 起点：大田市久利町久利（島根県道46号大田桜江線交点）
- 終点：大田市五十猛町（JR西日本山陰本線 五十猛駅前）

## 歴史
- 1958年（昭和33年）6月13日 - 島根県告示第525号により認定される。
- 1972年（昭和47年）頃 - 現行の県道番号に変更される。

## 地理

### 通過する自治体
- 大田市

### 交差する道路
| 交差する道路             | 交差する場所 | 交差する場所 |
| ------------------------ | ------------ | ------------ |
| 島根県道46号大田桜江線   | 久利町久利   | 起点         |
| 国道9号 / 大田・静間道路 | 五十猛町     | [ 注釈 1 ]   |

### 交差する鉄道
- 山陰本線

### 沿線
- 久利郵便局
- 大田市立久屋小学校
- 大田警察署 五十猛駐在所
- JR西日本山陰本線 五十猛駅